# Донцо
Донцо́ (фин. Tuonitsa) — деревня в Калитинском сельском поселении Волосовского района Ленинградской области.

## История
Впервые упоминается в Писцовой книге Водской пятины 1500 года как деревня Донец в Спасском Зарецком погосте.
Затем как пустошь Donetz Ödhe в Зарецком погосте в шведских «Писцовых книгах Ижорской земли» 1618—1623 годов.
На карте Ингерманландии А. И. Бергенгейма, составленной по шведским материалам 1676 года, она обозначена как деревня Donits.
На шведской «Генеральной карте провинции Ингерманландии» 1704 года — как Donitsbÿ.
Как деревня Даниц она обозначена на «Географическом чертеже Ижорской земли» Адриана Шонбека 1705 года.
Как деревня Донская упоминается на карте Санкт-Петербургской губернии Я. Ф. Шмидта 1770 года.

ДОНЕЦ — деревня принадлежит Левшиной, действительной статской советнице, число жителей по ревизии: 36 м. п., 36 ж. п. (1838 год)

Согласно карте Ф. Ф. Шуберта в 1844 году деревня называлась Донцы.
На этнографической карте Санкт-Петербургской губернии П. И. Кёппена 1849 года она обозначена как деревня «Duonitz», расположенная в ареале расселения савакотов. В пояснительном тексте к этнографической карте она записана как деревня Duonitz (Донец) и указано количество её жителей на 1848 год: савакотов — 37 м. п., 54 ж. п., всего 91 человек.

ДОНЕЦ — деревня генерал-майорши Волковой, по просёлочной дороге, число дворов — 8, число душ — 33 м. п. (1856 год)

ДОНЕЦ — деревня владельческая при колодце, по просёлочной дороге от с. Рожествена к казённой Изварской лесной даче по правую сторону этой дороги, число дворов — 13, число жителей: 36 м. п., 43 ж. п. (1862 год)

В 1882 году в деревне проживало 28 питомцев Воспитательного дома (24 % всего населения).

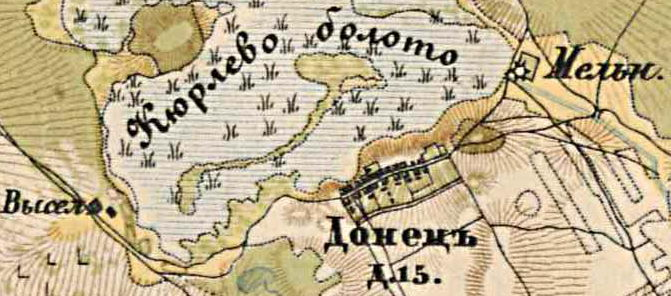
План деревни Донцо. 1885 год

В 1885 году деревня насчитывала 15 дворов, к северо-западну от деревни располагалась водяная мельница.
В конце XIX — начале XX века деревня Донцо административно относилась к Сосницкой волости 2-го стана Царскосельского уезда Санкт-Петербургской губернии. Население деревни было однородным — финским.
К 1913 году количество дворов увеличилось до 20.
В 1917 году деревня Донцо входила в состав Сосницкой волости Царскосельского уезда
С 1917 по 1922 год деревня Донцо входила в состав Сельского сельсовета Калитинской волости Детскосельского уезда.
С 1922 года в составе Каргалозского сельсовета.
С 1923 года в составе Венгиссаровской волости Троцкого уезда.
С 1924 года в составе Заречского сельсовета.
Согласно данным переписи населения СССР 1926 года в деревне Донцо проживали 129 человек, финны, русские и эстонцы.
С 1927 года в составе Волосовского района.
По данным 1933 года деревня Донцо входила в состав Заречского сельсовета Волосовского района.

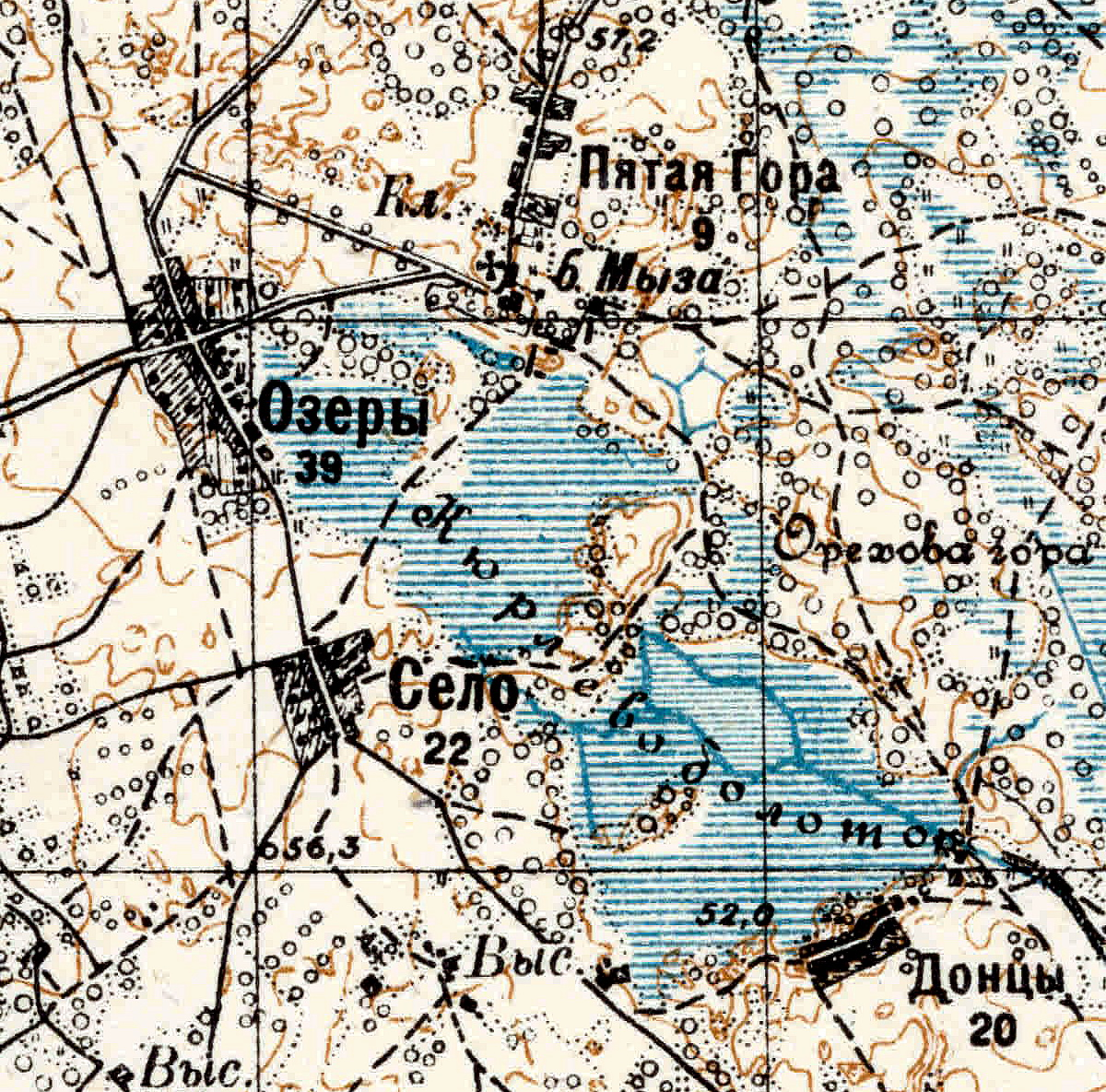
Деревня Донцо на карте 1934 года

Согласно топографической карте 1934 года деревня называлась Донцы, насчитывала 20 дворов и находилась на южном берегу Кюрлева болота.
C 1 августа 1941 года по 31 декабря 1943 года деревня находилась в оккупации.
В 1940 году население деревни Донцо составляло 230 человек.
С 1954 года в составе Калитинского сельсовета.
С 1963 года в составе Кингисеппского района.
С 1965 года вновь в составе Волосовского района. В 1965 году население деревни Донцо составляло 67 человек.
По данным 1966, 1973 и 1990 годов деревня Донцо также входила в состав Калитинского сельсовета.
В 1997 году в деревне проживали 8 человек, в 2002 году — 26 человек (русские — 96 %), в 2007 году — 7.

## География
Деревня расположена в восточной части района на автодороге 41К-356 (Курковицы — Глумицы).
Расстояние до административного центра — 10 км.
Расстояние до ближайшей железнодорожной станции Кикерино — 11 км.
Деревня находится на берегу Кюрлевских карьеров, из которых берёт начало река Оредеж.

## Демография
| 1862 | 2002 | 2007 | 2010 | 2017 |
| ---- | ---- | ---- | ---- | ---- |
| 79   | ↘26  | ↘7   | ↗19  | ↘9   |

### Национальный состав
Согласно данным Всероссийской переписи населения 2021 года в деревне проживали 40 человек, из них:
 русские — 37, узбеки — 2, молдаване — 1 человек.

## Фото

Кюрлевский карьер у деревни Донцо. 2015 год
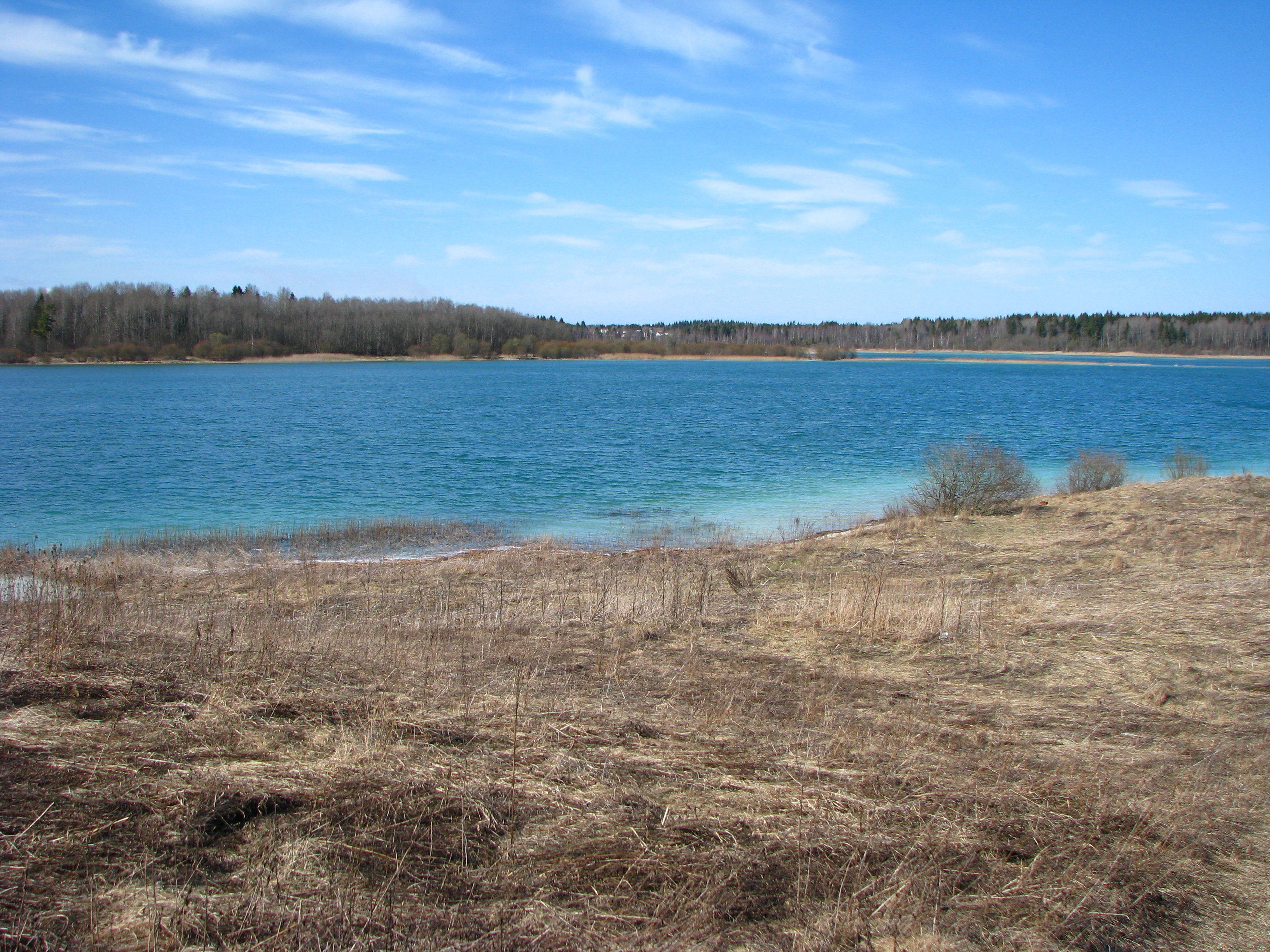
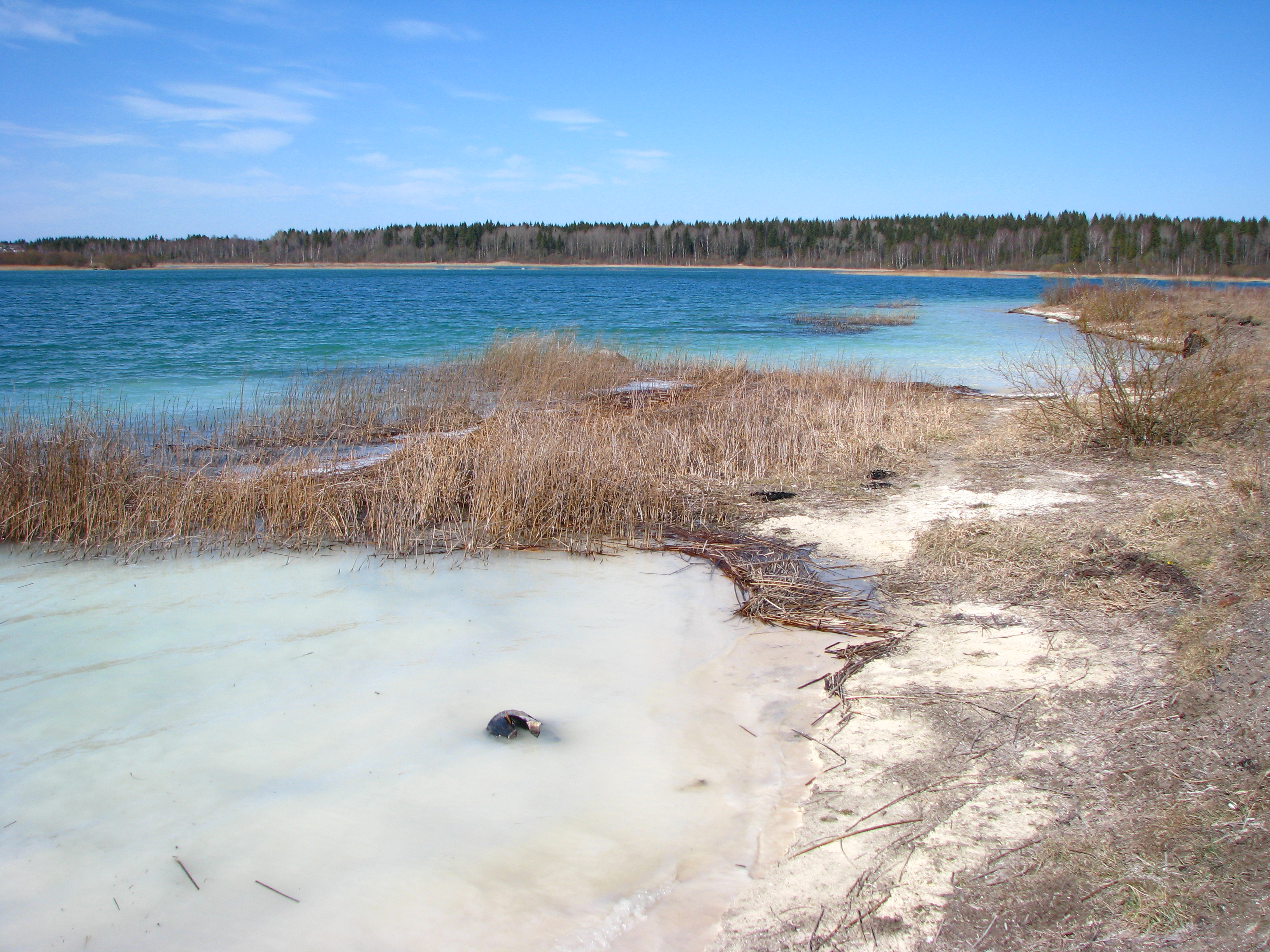
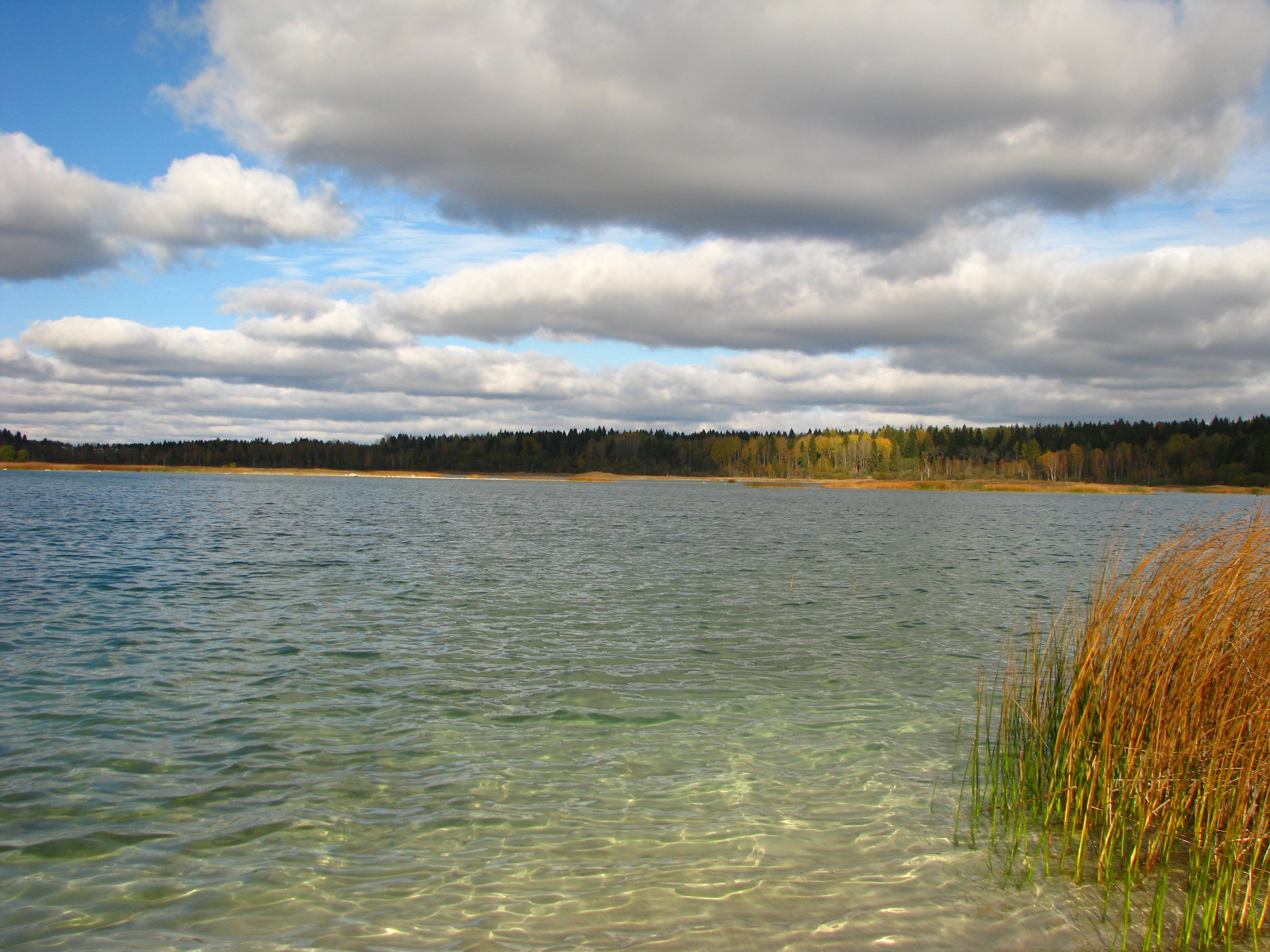

## Улицы
Болотная, Кюрлевская, Липовая, Озёрная, Ореховый переулок, Осиновая, Рябиновая, Снежная, Солнечная, Сосновая, Цветочная.